# Hack Your Health: Ät för att må bra
Hack Your Health: Ät för att må bra (originaltitel: Hack Your Health: The Secrets of Your Gut) är en amerikansk dokumentärfilm som hade premiär den 26 april 2024 på Netflix. Filmen är regisserad av Anjali Nayar.

## Handling
Filmen kretsar kring tarmarnas roll för vår allmänna hälsa.